# Restrepia tabeae
Restrepia tabeae là một loài thực vật có hoa trong họ Lan. Loài này được H.Mohr miêu tả khoa học đầu tiên năm 1996.